# Alexios 1. Komnenos
Alexios 1. Komnenos (græsk: Ἀλέξιος Α' Κομνηνός), var østromersk kejser fra 1081 til 1118. Alexios arvede et rige i kollaps og presset fra både øst og vest. Hans regeringstid bød på konstante krige mod seldsjukkerne og normannerne. Det lykkedes Alexios at standse rigets forfald og påbegynde en periode med generobring af tabte landområder i Anatolien samt genoprette rigets militære og økonomiske styrke. Kejserens appel til Pave Urban 2. i 1095 om hjælp mod seldsjukkerne var også startskuddet til Korstogene.

## Biografi
Alexios var søn af Domestikos Johannes Komnenos og Anna Dalassene, og nevø til kejser Isaak 1. Komnenos, der regerede 1057 til 1059. Under både kejser Romanos 4. Diogenes og dennes efterfølger Michael 7. Doukas, kæmpede Alexios mod seldsjukkerne.
I 1081 kom Alexios til magten som følge af et kup mod kejser Nikephoros 3. Botaneiates. Alexios overtog et rige på randen af kollaps. Siden slaget ved Manzikert havde tyrkerne gradvist erobret mere og mere land i Anatolien og stod nu faretruende tæt på Konstantinopel, rigets hovedstad. Alexios udkæmpede i 1081-1085 en krig mod normannerne fra Sicilien, som byzantinerne lykkedes at trænge tilbage. I Anatolien var byzantinerne dog så hårdt trængt, at kejser Alexios i 1095 appellerede til pave Urban 2. om hjælp i form af soldater fra Vesteuropa. Denne appel skulle vise sig at blive startskuddet til korstogene. Med korsfarernes hjælp, lykkedes det dog Alexios at generobre store landområder i Anatolien mellem 1096-1098.
Alexios indførte i sin regeringstid en lang rækker reformer, der fik stabiliseret riget militært, økonomisk og politisk. Takket være disse reformer, blev Alexios' regeringstid starten på en ny opblomstring både økonomisk og kulturelt, samt militært.
Alexios var desuden den første byzantinske kejser, der tog imod konger fra Skandinavien; først Erik 1. Ejegod fra Danmark i 1103 og i 1111 den norske kong Sigurd 1. Jorsalfar.